# Trigonocidaridae
Trigonocidaridae é uma família de ouriços-do-mar pertencente à ordem Camarodonta.

## Carracterísticas
Os membros desta família são espécies de ouriços-do-mar regulares, de forma globosa, caracterizados por uma testa ("concha") arredondada, coberta por radíolos (espinhos) distribuídos sobre toda a superfície corporal. A boca situa-se no centro da face oral (inferior), e o ânus sobre a face oposta, no apex da face aboral.
Estes ouriços-do-mar são caracterizados ppor um peristoma provido de entalhes orais extremamente pequenos (o que os distingue claramente do grupo Temnopleuridae), disco apical quase sempre bicíclico e periprocto quase redondo, provido de placas perianais distintas. Os pés ambulacrários são trigeminados, com os tubérculos primárias do mesmo tamanho que os tubérculos interambulacrais. Estes não são perfurados, mas são quase sem crenulados. As suturas da testa não são em relevo, mas ainda assim apresentam alguma ornamentação.
O registo fóssil desta família é conhecido desde o Cretáceo superior (Turoniano).

## Taxonomia
Segundo o WRMS (consultado a 3 de Fevereiro de 2014), a família Trigonocidaridae inclui os seguintes géneros:
- Género Asterechinus Mortensen, 1942
- Género Cryptechinus Philip, 1969 †
- Género Desmechinus H.L. Clark, 1923
- Género Genocidaris A. Agassiz, 1869
- Género Goniosigma Fell, 1964 †
- Género Grammechinus Duncan & Sladen, 1885 †
- Género Hypsiechinus Mortensen, 1903
- Género Javanechinus Jeannet, in Lambert & Jeannet, 1935 †
- Género Leptopleurus Lambert & Thiéry, 1914 †
- Género Monilechinus Pereira, 2010 †
- Género Ortholophus Duncan, 1887 †
- Género Prionechinus A. Agassiz, 1879
- Género Scolechinus Lambert, in Lambert & Thiéry, 1925 †
- Género Trigonocidaris A. Agassiz, 1869